# Saint-Alban (Côtes-d'Armor)
Saint-Alban é uma comuna francesa na região administrativa da Bretanha, no departamento Côtes-d'Armor. Estende-se por uma área de 30,22 km². Em 2010 a comuna tinha 2 191 habitantes (densidade: 72,5 hab./km²).